# Amtsgericht Bremerhaven
Das Amtsgericht Bremerhaven ist ein Gericht der ordentlichen Gerichtsbarkeit in Bremerhaven im Land Freie Hansestadt Bremen.

## Gerichtssitz und -bezirk
Das Gericht hat seinen Sitz in Bremerhaven. Der 93,82 km² große Gerichtsbezirk erstreckt sich auf das Stadtgebiet von Bremerhaven mit etwa 118.550 Einwohnern.
Für Mahnverfahren ist seit dem 1. Oktober 2001 das Amtsgericht Bremen zuständig. Seit dem 1. Januar 2013 ist das Amtsgericht Bremerhaven Zentrales Vollstreckungsgericht für das Land Bremen.
2015 waren 78 Mitarbeiter beim Amtsgericht Bremerhaven beschäftigt.

## Gebäude
Das Gebäude wurde zwischen 1913 und 1916 nach Plänen des preußischen Regierungsbaumeisters Wilhelm Trautwein als preußischer Regierungsbau durch das Königlich-Preußische Hochbauamt Lehe errichtet. Der palastartige, dreiflügelige Bau ist im Stile des Neobarocks errichtet worden. Es handelt sich um einen dreigeschossigen Backsteinbau mit Walmdach mit einem reichverzierten Zwerchgiebel, der den Eingang betont. Im inneren wurde das denkmalgeschützte Bauwerk im Stile preußischer Regierungsbauten restauriert. Unter anderem weist das Gebäude Stuckdecken auf.
1993 wurde das Gerichtsgebäude Nordstraße 10 unter Denkmalschutz gestellt. Zusammen mit dem nördlich anschließenden Gerichtsgefängnis (Nordstraße 12) bildet es eine geschützte Gesamtanlage (siehe dazu: Liste der Kulturdenkmäler in Bremerhaven).

## Geschichte
Die Wurzeln des Amtsgerichtes Bremerhaven gehen auf das bremische Amt Bremerhaven und die hannoveranischen Amtsgerichte in Lehe und in Geestemünde zurück.

### Amt Bremen
Nach der Gründung Bremerhavens wurde das Amt Bremerhaven eingerichtet, das exekutive Funktionen und zugleich auch die Gerichtsbarkeit für den bremischen Bereich des heutigen Bremerhavens innehatte. Mit Erlass der Reichsjustizgesetze war neben der heutigen Struktur der ordentlichen Gerichtsbarkeit ab 1879 kein Raum mehr für abweichende Gerichtsbarkeiten. Das Amtsgericht Bremerhaven wurde daher als solches eingerichtet.

### Hannoveranische Gerichte
Im damals noch zum Königreich Hannover gehörenden Lehe wurde 1852 das Amtsgericht Lehe begründet. Das Gericht wurde 1864 in die Amtsgerichte Lehe und Geestemünde geteilt. 1866 wurden diese Amtsgerichte in der Folge des Deutschen Krieges preußisch.

### Gemeinsame Geschichte
Zum 9. Oktober 1942 wurden die drei Amtsgerichte zum Amtsgericht Wesermünde zusammengefasst und dem Landgericht Verden unterstellt. Am 18. Februar 1947 unterstellten die britischen Besatzungsbehörden das Amtsgericht Wesermünde dem Landgericht Bremen. Am 10. März 1947 wurde das Gericht in Amtsgericht Bremerhaven umbenannt. 

## Übergeordnete Gerichte
Dem Amtsgericht Bremerhaven ist das Landgericht Bremen übergeordnet. Zuständiges Oberlandesgericht ist das Hanseatische Oberlandesgericht Bremen.